# Rezolucija Vijeća sigurnosti UN-a 1259
Rezolucijom Vijeća sigurnosti UN-a 1259, jednoglasno usvojenom 11. kolovoza 1999., nakon pozivanja na rezolucije 808 (1993.), 827 (1993.), 936 (1994.), 955 (1994.) i 1047 (1996.), Vijeće je imenovalo Carlu Del Ponte za tužiteljicu Međunarodnog kaznenog suda za Ruandu (MKSR) i Međunarodnog kaznenog suda za bivšu Jugoslaviju (MKSJ). 
Vijeće je primilo na znanje ostavku bivše tužiteljice Louise Arbour, koja je stupila na snagu 15. rujna 1999., te je odlučilo da mandat Carle Del Ponte, švicarske državne odvjetnice, počinje teći tog datuma.

## Vanjske poveznice
| Wikizvor | Engleski Wikizvor ima izvorni tekst na temu: United Nations Security Council Resolution 1259 |

- Text of the Resolution at undocs.org